# Кисели купус
Кисели купус је ситно исечен сирови купус који је ферментисан разним бактеријама млечне киселине. Има дуг рок трајања и карактеристичан киселкаст укус, а оба су резултат млечне киселине која се формира када бактерије ферментишу шећере у листовима купуса.
Иако се сматра националним јелом у Немачкој и познато је под својим немачким именом у земљама енглеског говорног подручја, оно није настало у Немачкој и такође је традиционално и свеприсутно јело у централној и источној Европи.

## Преглед и историја
Ферментисана храна има дугу историју у многим културама, а кисели купус је један од најпознатијих примера традиционалних прилога од ферментисаног влажног купуса. Римски писци Катон (у својој Де Агри Култура) и Колумела (у својој Де ре Рустика) помињу очување купуса и беле репе сољу. Популарно народно предање замишљало је да је кисели купус у Европу унео трговачке мреже које је широм Евроазије формирала Златна Хорда . Међутим, према Маку и Сурини (2005), нема доказа који подржавају ову теорију, нити било каквих доказа да је ферментисани купус стигао из источноазијских извора, а постоје докази о производњи киселог купуса у Европи који датирају из раног периода Западног римског царства.
Јело „кисели купус” није настало у Немачкој. Неки тврде да се ферментација купуса суан цаи већ практиковала у данима изградње Великог кинеског зида . Међутим, Римљани су, као што је раније наведено, киселили купус и били су вероватнији извор данашњег европског киселог купуса. Затим се укоренио у кухињама централне и источне Европе, али и у другим земљама укључујући Холандију, гдје је познат као зуркол, и Француску, гдје је назив постао чоукроут. Према Маку и Сурини (2005), словенски народи Европе вероватно су сами открили ферментисани купус.
Пре него што су смрзнута храна, хлађење и јефтин транспорт из топлијих крајева постали лако доступни у северној, Централној и источној Европи, кисели купус — као и друга конзервисана храна — представљао је извор хранљивих материја током зиме. Капетан Џејмс Кук је увек узимао залихе киселог купуса на својим поморским путовањима, пошто га је искуство научило да спречава скорбут.
Током Првог светског рата, због забринутости да ће америчка јавност одбацити производ са немачким именом, амерички произвођачи киселог купуса су за време рата поново означили свој производ као „купус слободе”.

## Производња
Кисели купус се прави поступком кисељења који се назива ферментација млечне киселине који је аналоган начину на који се праве традиционални (не термички обрађени) кисели краставци и кимчи. Купус се ситно исецка, посоли и остави да ферментира. Потпуно осушен кисели купус чува се неколико месеци у херметички затвореној посуди на 15  °C (60 °Ф) или испод. Није потребно ни хлађење ни пастеризација, иако ови третмани продужавају век складиштења.
Ферментација лактобацилима се уводи природним путем, пошто ове културе бактерија које се преносе ваздухом на сировим листовима купуса где расту. Квасци су такође присутни и могу дати меки кисели купус лошег укуса када је температура ферментације превисока. Процес ферментације има три фазе, које се заједнички понекад називају динамиком популације. У првој фази, анаеробне бактерије као што су Клебсиелла и Ентеробацтер предводе ферментацију и почињу да производе киселу средину која фаворизује касније бактерије. Друга фаза почиње када нивои киселине постају превисоки за многе бактерије, а Леуцоностоц месентероидес и друге врсте Леуцоностоц преузимају доминацију. У трећој фази, различите врсте Лацтобациллус, укључујући Л. бревис и Л. плантарум, ферментирају све преостале шећере, додатно снижавајући пХ . Правилно осушен кисели купус је довољно кисео да спречи повољно окружење за раст Цлостридиум ботулинум, чији токсини изазивају ботулизам .
Геномичка студија из 2004. године открила је неочекивано велику разноликост бактерија млечне киселине у киселом купусу, а претходне студије су превише поједноставиле ову разноликост. Утврђено је да је Веисела главни организам у почетној, хетероферментативној фази, до 7. дана. Такође је откривено да су Лацтобацилус бревис и Педиоцоццус пентосацеус имали мањи број популације у првих 14 дана него што су претходне студије објавиле.
Холандска индустрија киселог купуса открила је да инокулација нове серије киселог купуса са старом серијом доводи до претерано киселог производа. Овај процес киселог теста је познат као „повратак” или „обогаћивање инокулума”; када се користи у прављењу киселог купуса, динамика популације у првој и другој фази, важна за развој укуса, се заобилази. Ово је првенствено због веће почетне активности врсте Л. плантарум.

## Регионалне сорте
У азербејџанској, белоруској, естонској, летонској, литванској, моравској, пољској, руској и украјинској кухињи сецкани купус се често кисели заједно са исецканом шаргарепом . Остали састојци могу укључивати семе кима, целе јабуке или јабуке нарезане на четвртине ради додатног укуса или бруснице за арому и боље чување (бензојева киселина у брусницама је уобичајени конзерванс). У неким рецептима за боју додају се паприка и цвекла. Добијена салата од киселог купуса обично се служи хладна, као закуски или прилог.
Доступна је домаћа врста врло благог киселог купуса, где се бели купус кисели у фрижидеру са сољу само три до седам дана. Овај процес резултира врло малом производњом млечне киселине. Понекад се у Русији користи двострука ферментација, при чему се у почетном кораку добија изузетно кисели производ, који се затим „исправља” додавањем 30-50% више свежег купуса и поново ферментацијом мешавине. Адитиви за укус као што су јабуке, цвекла, бруснице, а понекад чак и лубенице се обично уводе у овом кораку.
У Украјини је кисели купус познат као кисла капуста 'кисели купус' или Квашена капуста 'ферментисани купус'.
У Русији је кисели купус познат као кислая капуста 'кисели купус' или Квашеная капуста 'ферментисани купус'.
У Немачкој и Аустрији кувани кисели купус је често зачињен бобицама клеке или семеном кима ; јабуке и бело вино се додају у популарним варијантама. У Јужном Тиролу се прави од бобица клеке, екстра девичанског маслиновог уља и димљене панцете. Традиционално се сервира топло, са свињетином (нпр. еисбеин, сцхвеинсхаке, Каслер) или кобасицама (димљене или пржене кобасице, франкфурт Вурстцхен, бечке кобасице, црни пудинг), праћене обично печеним или бареним кромпиром или кнуделом (кнудел ) . Слични рецепти су уобичајени у другим централноевропским кухињама. Чешко национално јело вепро кнедло зело састоји се од печеног свињског меса са кнедле и киселог купуса.
У Бугарској, Црној Гори, Србији, Босни, Хрватској, Северној Македонији и Словенији обично се киселе целе главице купуса. Такви производи се користе за многа јела, од једноставне салате од сецканог купуса и посуте паприком, до сарми. У северним деловима Србије и Хрватске често се додаје пасуљ. У централној Србији локални специјалитет под називом „свадбарски купус” прави се лаганим динстањем грубо исеченог купуса са најмање три врсте меса, посног, масног и димљеног.
У Румунији се локална врста киселог купуса (" варза мурата " = целе укисељене главице купуса) користи као омот за национално јело под називом "Сармале ", ролат по турској инспирацији, направљен од киселог купуса са млевеним свињским месом и пиринчем, своју личност и веома различит по укусу од свог османског претходника.
Кисели купус, заједно са свињетином, традиционално се једе у Пенсилванији за Нову годину. Сматра се да традиција, коју су започели Холанђани из Пенсилваније, доноси срећу у наредној години. Кисели купус се такође користи у америчкој кухињи као зачин разним намирницама, као што су сендвичи и виршле. У Мериленду, посебно у Балтимору и на источној обали, кисели купус је традиционална пратња ћурке за Дан захвалности.
- Кувани кисели купус
- холандски зурколстампот укључује пире од киселог купуса и кромпира и традиционално се служи уз рукворст.
- Пиероги са киселим купусом
- Капусниакнаправљен од киселог купуса
- Кисели купус и кобасице у средњоевропском стилу су популарно јело за ужину у пабовима.
- чешкиВепро-кнедло-зело
- Укисељениајзбејнсервиран са киселим купусом
- Алзашки

Како су Европљани, посебно Немци, емигрирали у друге земље, многи од њих су наставили да праве и једу кисели купус широм света.